# Platycleis obuchovae
Platycleis obuchovae är en insektsart som först beskrevs av Leo L. Mishchenko 1949.  Platycleis obuchovae ingår i släktet Platycleis och familjen vårtbitare. Inga underarter finns listade i Catalogue of Life.